# Des Koch
Des Koch, właśc. Desmond Dalworth Koch (ur. 10 maja 1932 w hrabstwie Lincoln w Tennessee, zm. 26 stycznia 1991 w Los Angeles) – amerykański lekkoatleta (dyskobol), medalista olimpijski z 1956.
Jako student University of Southern California zwyciężył w 1955 w rzucie dyskiem na akademickich mistrzostwach Stanów Zjednoczonych (NCAA).
Na igrzyskach olimpijskich w 1956 w Melbourne zdobył brązowy medal w tej konkurencji za swymi rodakami Alem Oerterem i Fortune Gordienem. Jego rekord życiowy pochodzi z tego roku i wynosi 55,08 m.
Grał również w futbol akademicki w drużynie USC Trojans. Znany jest z 72 jardowego puntu podczas Rose Bowl Game w 1953.
Później zarządzał fabryką tworzyw sztucznych.